# Stanley G. Stephens
Stanley George „Steve“ Stephens (* 2. September 1911 in Worcestershire; † 7. November 1986) war ein britisch-amerikanischer Botaniker und Genetiker, der sich mit Samenpflanzen befasste.

## Leben und Wirken
Stephens begann 1930 sein Studium am St John’s College der University of Cambridge, das er 1933 mit dem Tripos (Bachelor) in Naturwissenschaften abschloss. 1934 erwarb er ein Diplom in Agrarwissenschaften, 1937 einen Master. Nach kurzer Tätigkeit für die Scottish Society for Research in Plant Breeding ging Stephens an die University of Edinburgh, wo er 1941 mit der Arbeit Studies of Yield Characters in Cereals with Particular Reference to Oats seinen Ph.D.-Abschluss machte. Von 1938 bis 1944 arbeitete er zusätzlich für die Cotton Research Station auf Trinidad. Kurze akademische Stationen führten ihn an die McGill University in Kanada, an die Carnegie Institution auf Long Island und an die Texas A&M University.
Stephens gehörte seit 1949 zum Lehrkörper des North Carolina State College (später North Carolina State University), zunächst als Professor für Agronomie, von 1951 bis 1957 als Leiter der Abteilung für Genetik. 1974 wurde Stephens emeritiert.
Stanley Stephens arbeitete zur Genetik, Evolution und Kultivierungsgeschichte von Nutzpflanzen, insbesondere Baumwolle. Sein Buch The Evolution of Gossypium galt als Standardwerk. Zu seinen wissenschaftlichen Partnern gehörten Marcus Rhoades, William L. Brown, Charles M. Rick und die spätere Nobelpreisträgerin Barbara McClintock.
Stephens wurde 1954 Fellow der American Association for the Advancement of Science, erhielt 1957 ein Guggenheim-Stipendium und wurde 1967 Mitglied der National Academy of Sciences.
Sein Autorenkürzel der Botaniker und Mykologen lautet S.G.Stephens.
Stanley Stephens war mit Dorothy Bolan verheiratet, die er in Edinburgh kennen gelernt hatte. Das Paar hatte zwei Söhne.